# Moabiter Markthalle
 El mercado de abastos de Moabit, bautizado en su inauguración como Markthalle X en 1891, fue construido en solo un año según los planos del arquitecto Hermann Blankenstein . La entrada principal al mercado está en Arminiusstrasse, en el distrito berlinés de Moabit, en la parte oeste de la ciudad. El edificio está rodeado por las calles Bremer Strasse (oeste), Bugenhagenstrasse (norte) y Jonasstrasse (este). 

## Nombre
Se le llamó también Arminiushalle o Markthalle Arminiusstraße dada la ubicación. El nombre de la calle y la construcción se derivan de Arminius, príncipe de los Queruscos, quien libró con éxito la batalla de Varus .  
Desde la reforma de 2010, el edificio es conocido también como Zunft[halle]Arminiusmarkthalle  adoptando así el antiguo y nunca completamente suprimido nombre Arminiusmarkthalle .

## Historia
El edificio es el décimo mercado de abastos de los 14 mercados cubiertos que reemplazarían en Berlín a los mercados abiertos a partir de 1881, ya que estos se consideraron insalubres, tras una decisión del Consejo de la Ciudad de Berlín. La construcción de los edificios para los mercados fue muy rápida gracias a que se utilizaron componentes prefabricados y una estructura de hierro que era innovadora en aquel momento.

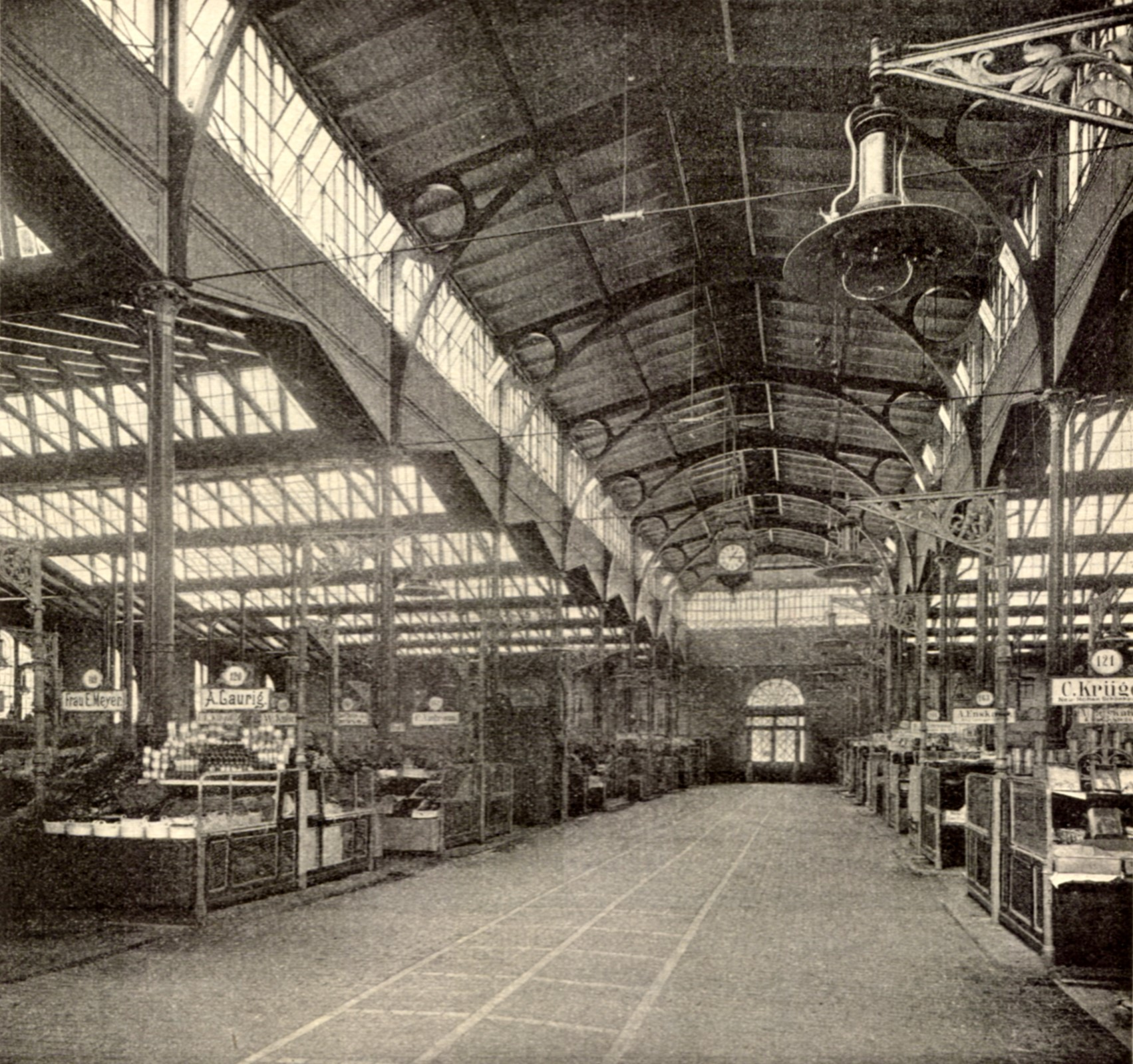
Vista del pasillo principal en 1896

En el mercado se encontraban 425 puestos distribuidos en diez pasillos. Un pasillo central de doce metros de ancho conectaba los pasillos transversales de unos 2.48 metros cada uno. Esta disposición permitía que carros de mano o carros tirados por caballos o por perros pudieran llevar los productos directamente a los puestos de venta. 
La nave del mercado fue gravemente dañada en la Segunda Guerra Mundial y fue reconstruida en la década de 1950. El Senado de Berlín declaró el mercado monumento arquitectónico en 1982 y se renovó ampliamente en 1991 para conmemorar su centenario. Cinco años más tarde se restauró el interior teniendo en cuenta elementos de estilo histórico. No se permitió a los comerciantes modificar las plataformas originales, enumeradas según los antiguos puestos, lo cual dificultó el éxito y el alquiler a comerciantes y distribuidores ya que los puestos eran demasiado pequeños.

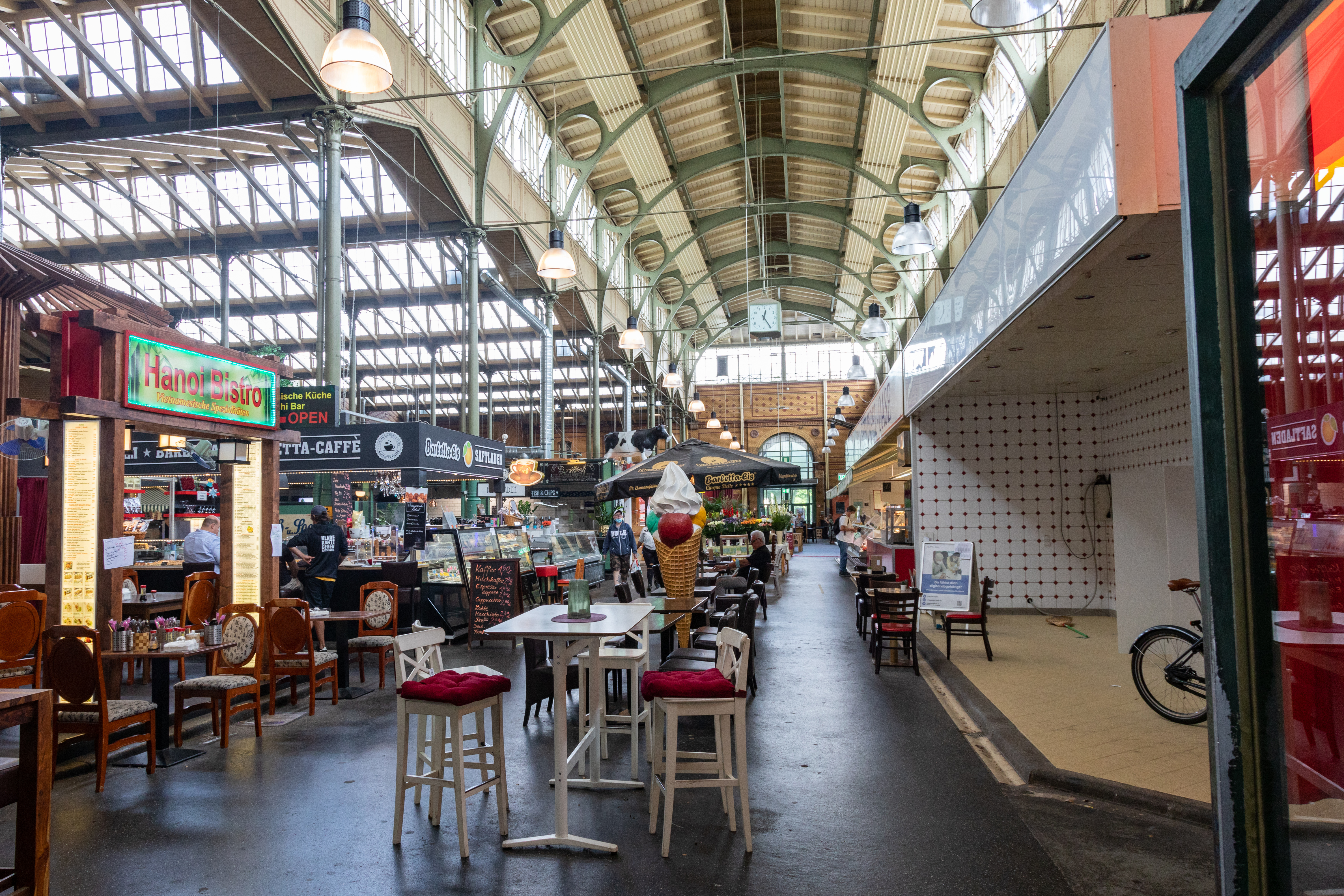
Vista del pasillo principal, 2021

Uno de los pocos inquilinos antiguos es el florista Karl-Heinz Fechner, que ha estado vendiendo sus flores aquí desde la década de 1980. Además, solía haber cinco puestos de pescado y siete carnicerías. 
Hasta cerca del 2010 se consideró el mercado relativamente muerto, hasta que los inversores del mercado mayorista Berliner Großmarkt se hicieron cargo del edificio Moabiter Halle y lo reabrieron como Zunfthalle (lit. salón del gremio ) dando paso a una cervecería y a restaurantes, con lo que provocaron un renacimiento del edificio, sobre todo después del horario comercial, cuando abren los restaurantes. 
La sala volvió a llamarse Arminiusmarkthalle. Desde entonces, el pabellón del mercado alberga casi exclusivamente a comerciantes independientes y una sucursal del hipermercado Norma. Además de la venta de alimentos y flores, también se ofrecen servicios de catering, música y eventos. Hasta finales de 2013, la fábrica de cerveza BrewBaker tenía su planta de elaboración directamente en la nave del mercado, y su bar sigue allí. Llama la atención la instalación artística Gebetomat, de Oliver Sturm, en el pasillo principal.

## Literatura
- August Lindemann: Die Markthallen Berlins. Sus edificios e instalaciones operativas por cuenta del magistrado. Springer, Berlín 1899. Copia digital